# Ванитас
Ванитас (лат. vanitas — у значењу бесмисленост, yзалудност, не сујета, таштина), умјетнички жанр у сликарству и поджанр мртве природе који је нарочито бујао у Холандији 17. вијека. Задатак ванитаса је да подсјети посматрача на његову смртност и безвриједност овоземаљских ужитака и задовољстава.
Слике ванитаса обично садрже предмете који симболизују овоземаљска богатства и задовољства, и једну или више људских лобања која симболизује неизбјежну смрт и пролазност човјековог живота. Током касне ренесансе у позадинама портрета често су сликане лобање и други симболи смрти.
Самосталност као посебан сликарски жанр ванитас стиче око 1550, а постаје нарочито популаран до 1620. године. Његов развој, све до 1650. је углавном у Лајдену, у Холандији, тада важном центру калвинизма који критикује изопаченост човјека и позива на крути морални кодекс. 
Иако неке слике ванитаса укључују фигуре, велика већина су чисте мртве природе. Стандардни елементи су: симболи умјетности и науке (књиге, мапе, глобуси и музички инструменти), богатства и моћи (ташне, накит, златни предмети и новчићи златници и сребрњаци) и земаљски ужитци и задовољства (стаклени и златни пехари за вино, луле и карте за играње); затим симболи смрти или пролазности живота као што су лобање, часовници, запаљене свијеће, мјехурићи од сапунице или стаклене кугле и цвијеће. Понекад су присутни и симболи васкрсења и вјечног живота, обично класови пшенице или гранчице бршљана или ловора. 
Временом су укључени и други елементи, са нешто ведријим расположењем а палета боја је постајала разноврснија. Приказани предмети прерастају у један неред који умјетник рјешава својом виртуозношћу у композицији и приказу различитих текстура и површина. Међу најистакнутије холандске мајсторе ове врсте мртве природе убрајају се: Давид Бејли (David Bailly), Јан Давидс де Хем (Jan Davidsz de Heem), Вилем Клаес Хеда (Willem Claesz Heda), Питер Потер (Pieter Potter) и Харман и Питер фан Стенвејк (Harmen и Pieter van Steenwyck).
Може се уочити утицај жанра ванитас у иконографији и техници других савремених сликара, укључујући и Рембранта. У модерном сликарству један од сликара који се на својеврстан начин осврнуо на тему ванитаса и који је насликао више мртвих природа са лобањама животиња или човјека, поред симбола пролазности као што су свијеће, је Пабло Пикасо.